# Jazzical Music
Jazzical Music est un label discographique indépendant américain, dont le siège social est installé à Kelseyville, en Californie et qui a été fondée par Clovice A. Lewis, Jr, en 1993 afin de produire et de distribuer la musique qu'il avait composé depuis 1970. Le nom de la société qui est la contraction des mots « Jazz » et « Classical » reflètent le mélange de style qui caractérisent sa musique. Jazzical Music publie aussi les disques du saxophoniste de Jazz Joe Lewis qui est l'oncle de Clovice A. Lewis, Jr.

## L'entreprise
Jazzical Music est une PME de l'édition musicale dont le président est Scott Goldberg, et qui est fortement marquée par l'énergie créative de son fondateur.
Jazzical Music fournit des services dans les domaines suivants :
- Enregistrements musicaux
- Dramatiques sur film ou vidéo
- Supports de formation sur film ou vidéo
- Publicité télévisée
- Démonstration de produits sur film ou video
- Effets sonores

Jazzical Music est associée avec Technology Media Enterprises, dont le siège social est aussi à Kelseyville, Californie et qui fut fondée en 1984, par Clovice A. Lewis, Jr, pour fournir des services de conseil multimedia.

## Artistes
Jazzical Music produit et publie les œuvres des artistes suivants :
- Gonzalo Andrada
- Amachi
- Keely Dyer
- Scott Goldberg
- Clovice Lewis
- Joseph Lewis
- Christine Noble
- Rachel Stacy
- Dawn Troupe-Masi